# Aethes rubigana
Aethes rubigana es una especie de polilla del género Aethes, categorizada en la tribu Cochylini, de la subfamilia Tortricinae.

## Distribución
Se distribuye por Austria.

## Taxonomía
Fue descrita por Treitschke en 1830 y publicada en (Tortrix), Schmett. Eur. 8: 117.